# Andorra az 1988. évi téli olimpiai játékokon
Andorra a kanadai Calgaryban megrendezett 1988. évi téli olimpiai játékok egyik részt vevő nemzete volt. Az országot az olimpián 1 sportágban 4 sportoló képviselte, akik érmet nem szereztek.

## Alpesisí
Férfi
| Versenyző     | Versenyszám            | 1. futam      | 1. futam      | 2. futam | 2. futam | Összesítés    | Összesítés    |
| Versenyző     | Versenyszám            | Idő           | Hely.         | Idő      | Hely.    | Idő           | Helyezés      |
| ------------- | ---------------------- | ------------- | ------------- | -------- | -------- | ------------- | ------------- |
| Gerard Escoda | Műlesiklás             | nem ért célba | nem ért célba | kiesett  | kiesett  | kiesett       | kiesett       |
| Gerard Escoda | Óriás-műlesiklás       | 1:13,84       | 54.           | kizárták | kizárták | kiesett       | kiesett       |
| Gerard Escoda | Szuperóriás-műlesiklás |               |               |          |          | nem ért célba | nem ért célba |
| Nahum Orobitg | Szuperóriás-műlesiklás |               |               |          |          | 1:53,22       | 38.           |

Női
| Versenyző       | Versenyszám            | 1. futam | 1. futam | 2. futam      | 2. futam      | Összesítés | Összesítés |
| Versenyző       | Versenyszám            | Idő      | Hely.    | Idő           | Hely.         | Idő        | Helyezés   |
| --------------- | ---------------------- | -------- | -------- | ------------- | ------------- | ---------- | ---------- |
| Sandra Grau     | Műlesiklás             | 1:00,09  | 35.      | 58,35         | 23.           | 1:58,44    | 23.        |
| Sandra Grau     | Óriás-műlesiklás       | 1:10,01  | 40.      | 1:19,22       | 26.           | 2:29,23    | 26.        |
| Sandra Grau     | Szuperóriás-műlesiklás |          |          |               |               | 1:33,65    | 40.        |
| Claudina Rossel | Óriás-műlesiklás       | 1:06,16  | 36.      | nem ért célba | nem ért célba | kiesett    | kiesett    |
| Claudina Rossel | Szuperóriás-műlesiklás |          |          |               |               | 1:30,78    | 38.        |